# Satkhira (stad)
Satkhira is een stad in Bangladesh. De stad is de hoofdstad van het district Satkhira. De stad telt ongeveer 95.000 inwoners.